# Geneviève Lalonde
Geneviève Lalonde (Victoria, 5 de septiembre de 1991) es una deportista de Canadá que compite en atletismo.
Ganó dos medallas en los Juegos Panamericanos, bronce en 2015 y oro en 2019, ambas en la prueba de 3000 m obstáculos. Participó en los Juegos Olímpicos, Río de Janeiro 2016 y Tokio 2020.